# Homalocantha
Homalocantha é um gênero de moluscos gastrópodes marinhos, carnívoros, pertencentes à família Muricidae. Foi descrito por Otto Andreas Lowson Mörch em 1852. Suas espécies também fizeram parte do gênero Murex, no passado, e ainda recebem o termo Murex como sua denominação vernácula; apresentando projeções folhosas, como pás ou espátulas e, em algumas, como Homalocantha zamboi, com sua espiral coberta por um revestimento calcário. Sua espécie-tipo é Homalocantha scorpio (Linnaeus, 1758), do Mar Vermelho até o sudoeste do oceano Pacífico; de onde provém a quase totalidade de suas espécies.

## Espécies
- Homalocantha anatomica (Perry, 1811)
- Homalocantha anomaliae Kosuge, 1979
- Homalocantha digitata (G. B. Sowerby II, 1841)
- Homalocantha dondani D'Attilio & Kosuge, 1989
- Homalocantha dovpeledi Houart, 1982
- Homalocantha elatensis Heiman & Mienis, 2009
- Homalocantha granpoderi Merle & Garrigues, 2011
- Homalocantha lamberti (Poirier, 1883)
- Homalocantha melanamathos (Gmelin, 1791)
- Homalocantha ninae Merle & Garrigues, 2011
- Homalocantha nivea Granpoder & Garrigues, 2014
- Homalocantha oxyacantha (Broderip, 1833)
- Homalocantha pele (Pilsbry, 1918)
- Homalocantha pisori D'Attilio & Kosuge, 1989
- Homalocantha scorpio (Linnaeus, 1758)
- Homalocantha secunda (Lamarck, 1822)
- Homalocantha tortua (Broderip in Sowerby, 1834)
- Homalocantha vicdani D'Attilio & Kosuge, 1989
- Homalocantha zamboi Burch & Burch, 1960[4]

## Galeria de imagens

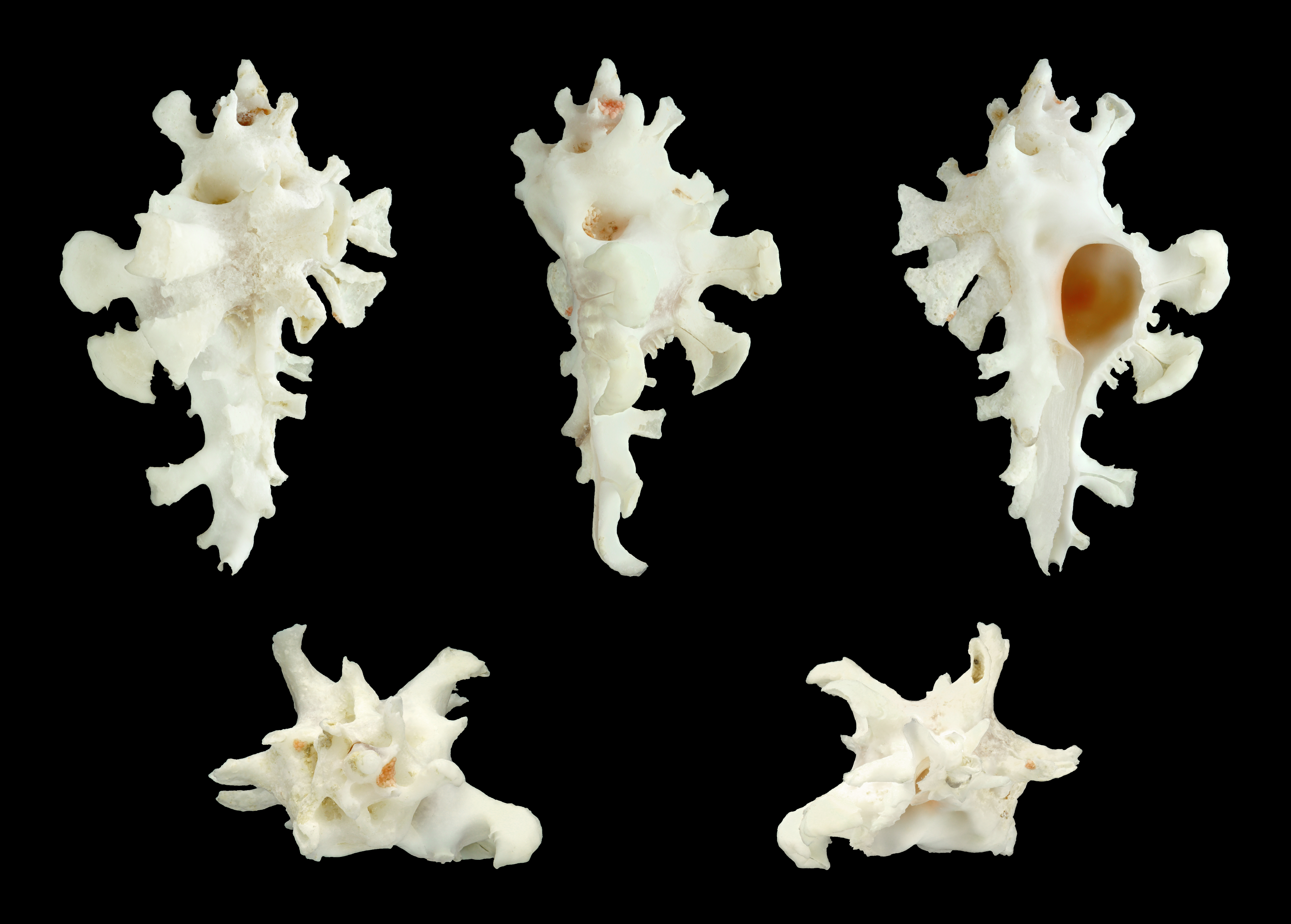
Cinco vistas de H. anatomica, espécie que já pertenceu ao gênero Murex[4], encontrada no Indo-Pacífico.
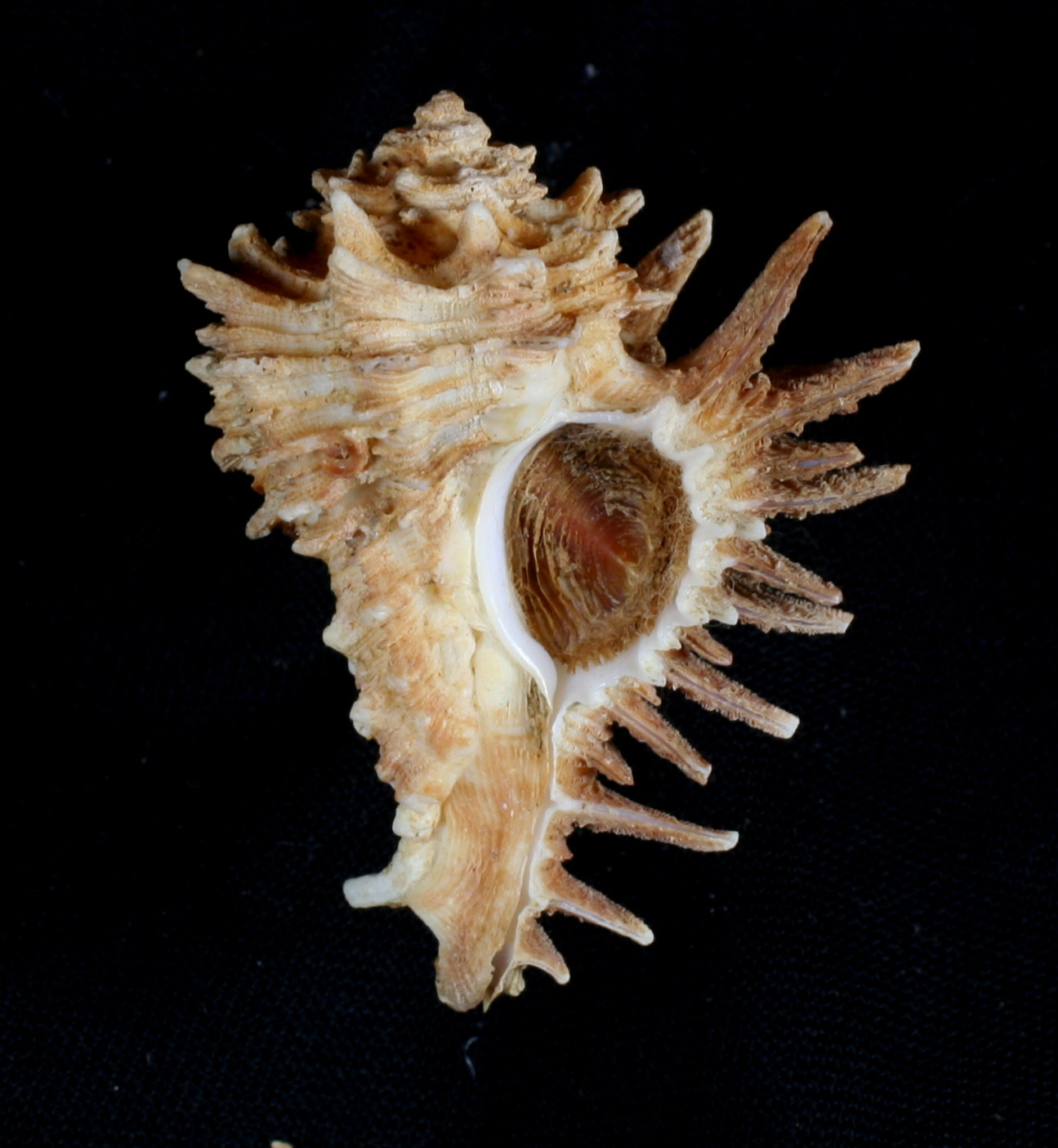
H. oxyacantha, espécie encontrada do México ao Equador, no Pacífico.
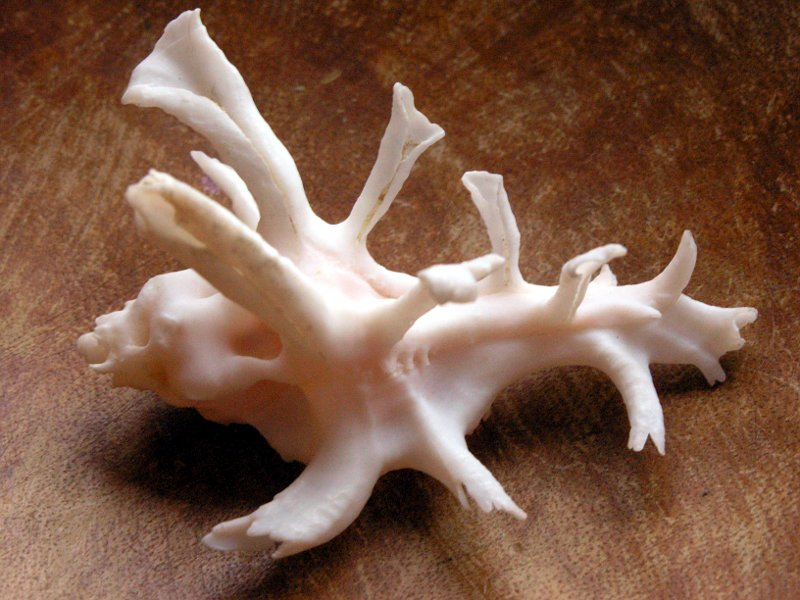
Vista superior de H. zamboi.
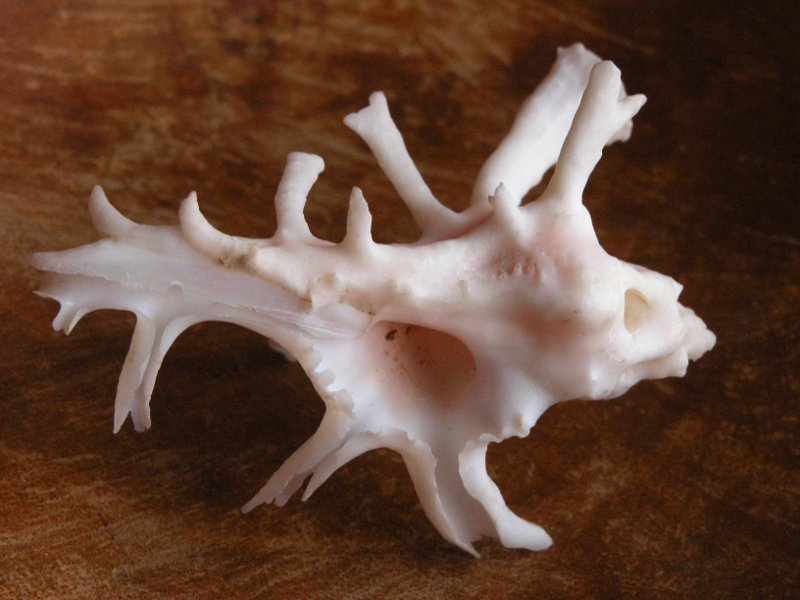
Vista inferior de H. zamboi.